# Cijns

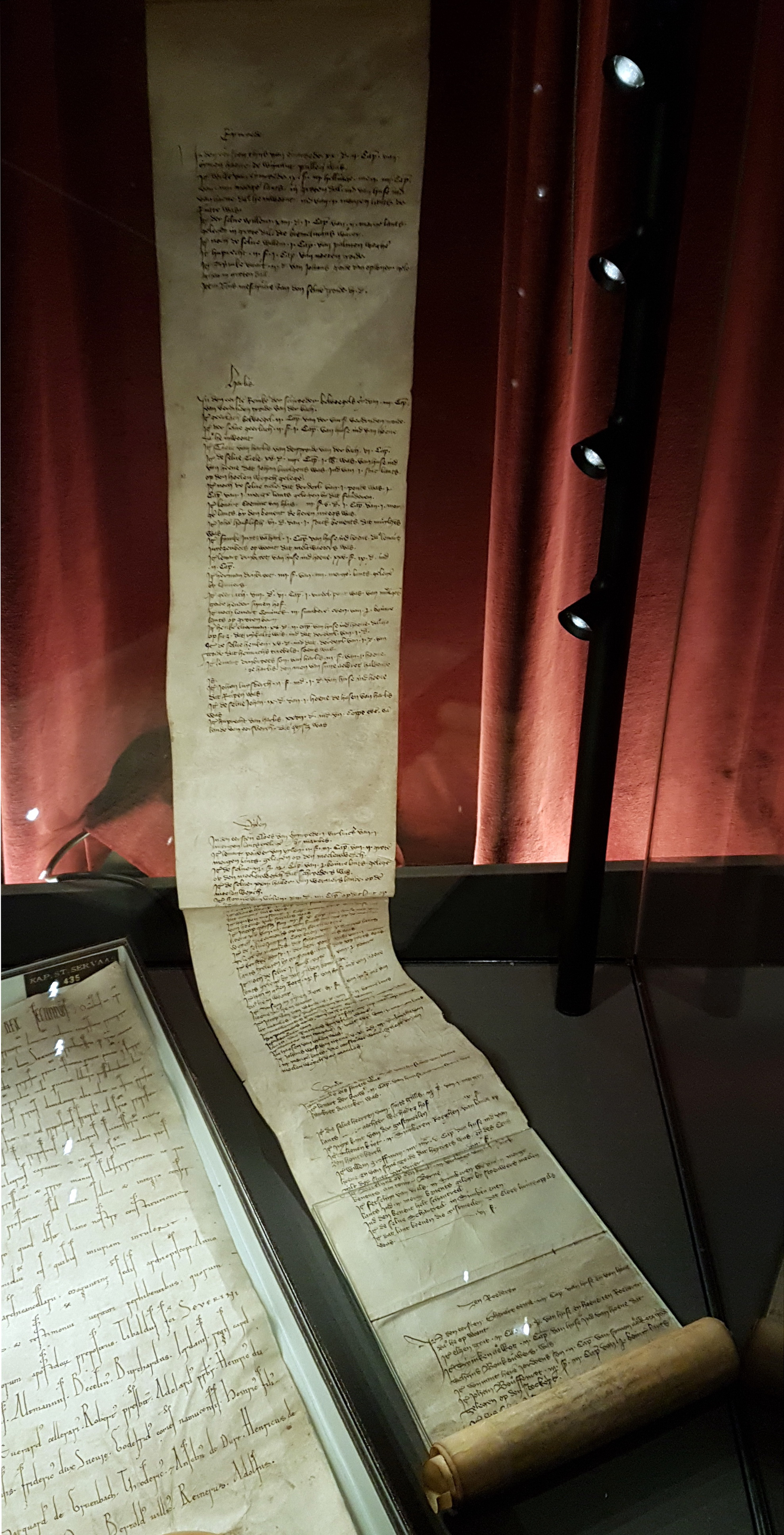
14e-eeuwse cijnsrol van de Hof van Einrade in Holset (HCL, Maastricht)

De cijns of tijns is een aan onroerend goed gerelateerde jaarlijkse betaling aan de grondheer. Meestal betreft het landbouwpercelen, maar soms ook andere onroerende zaken, zoals molens. Het recht om cijnzen te innen, het zogenaamde cijnsrecht, is een van de heerlijke rechten. Het is ontstaan in de vroege middeleeuwen en werd opgeheven  na de val van het ancien régime. De doubletten cijns en tijns zijn ontleend aan Latijns census ‘schatting van het vermogen’. De benaming in documenten kan nogal verschillen, afhankelijk van tijd en plaats schreef men in de Nederlanden cijns, chijns, cens, tyns, tijns, thijns, tins enzovoorts. Het Franse woord voor het begrip is cens, het Duitse Grundzins en het (Schots-)Engelse feu-duty.
Cijns is anno 2022 ook een mijnbouwheffing.

## Ontstaan
In het Frankische Rijk dat ontstond na de val van het West-Romeinse Rijk werd het hofstelsel ingevoerd. Daarin kregen alle horigen de verplichting opgelegd om eens in het jaar in de vroonhof van de heer hun hoofdcijns te voldoen. Dit was een particuliere cijns, door de horige zelf te betalen, die niet zozeer het karakter droeg van een belasting, maar veeleer gold als een jaarlijks teken van erkenning van de horigheid. Naast de particuliere cijns moesten horige hoevebewoners ook de vaste grondcijns betalen. Deze cijns, eenmaal vastgesteld, werd genoteerd in een zogenaamd cijnsboek of tijnsboek en was 'eeuwig en onveranderlijk'.

## Cijnscontract
Het cijnscontract was een wederkerig contract tussen een grondheer en een grondgebruiker (vrij of horig) met betrekking tot een cijnsgrond. Deze laatste was onderdeel van een feodale of allodiale heerlijkheid. De grondheer had het dominium directum van de grond en de grondgebruiker het dominium utile (een zakelijk recht van exploitatie). Als tegenprestatie betaalde hij een onveranderlijke, erfelijke cijns in geld of in natura. 
De onaanpasbaarheid van de cijns, die voortvloeide uit het erfelijke karakter ervan, leidde er vanaf de 13e eeuw toe dat de grondheren relatief verarmden. Daardoor schakelden ze voor nieuwe ontginningen over van cijns op pacht (voor bestaande cijnsgrond was dit niet toegelaten). Aanvankelijk mocht de cijnshouder een ondercijns toestaan, tot dit vanaf de 13e eeuw werd verboden (cens sur cens n'a lieu). Geschillen werden voorgelegd aan de het cijnshof, de latenbank of de schepenbank van de heerlijkheid.

## Inning in natura

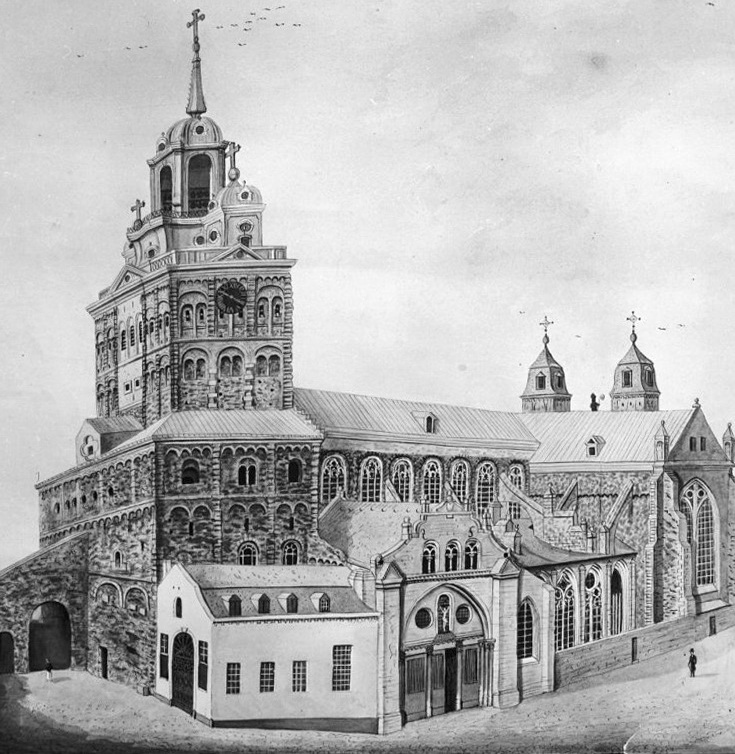
Sint-Servaaskerk in Maastricht met op de hoek het graanspijker

De cijns werd aanvankelijk voldaan in natura. Het meest voorkomend was betaling met kapoenen en granen. Zo werd bij de verkoop op 11 februari 1587 van een akker van 3 loopensen groot, gelegen te Lieshout vermeld dat het perceel belast was met den thijns vanden gronde tot eenen capuijn int boeck van Lieshout. Ook betalingen met hoenders, vlas en vruchten waren gangbaar.
Omdat menig lid van de adel zijn bezittingen of een deel ervan schonk aan een kerk of klooster kwamen veel religieuze instellingen in het bezit van het cijnsrecht. Zo telde Maastricht in de late middeleeuwen ongeveer vijftien kloosters die cijnzen in natura inden (met uitzondering van de bedelorden). Het Sint-Servaaskapittel, de oudste en verreweg welvarendste religieuze instelling in de stad, beschikte naast de Sint-Servaaskerk over een groot stenen spijker waar de graancijnzen, voor een groot deel spelt en rogge, werden opgeslagen.
Soms bestond de cijns aan kerken en kloosters uit het leveren van was voor het maken van kaarsen voor kerkverlichting. Daarnaar zijn de waschsynsen genoemd  die onder andere in Utrecht voorkwamen.

## Inning in geld
In de late middeleeuwen werd betaling in natura gaandeweg vervangen door betaling in geld. Deze verschuiving leidde ertoe dat de persoonlijke band tussen heer en horige werd verbroken, het werd meer en meer een zakelijke betrekking. Mede hierdoor hield de horigheid op te bestaan. Een voorbeeld van de gewijzigde band is het tijnsgoed, waarbij de horige zijn vrijheid kreeg en een periodieke betaling moest afdragen.
Betaling van de cijnzen in geld had het eerst plaats in de westelijke streken van de Nederlanden, waar de opkomende handel ertoe leidde dat geld het algemeen ruilmiddel werd. Reeds in de 11e eeuw werden de cijnzen aan de kerk te Gent in klinkende munt betaald. In de oostelijke en zuidelijke streken daarentegen bleef de voldoening van cijnsen in natura nog lang bestaan. Eerst in 1602 werd met de opheffing van het klooster Dikninge in Drenthe de voldoening van de cijns in natura afgeschaft, dus lang nadat de horigheid hier had opgehouden te bestaan.
Omdat de eenmaal vastgestelde cijns voor een perceel grond eeuwig en onveranderlijk was, bleef in cijnsboeken en schepenakten de vermelding van in natura gestelde grondcijnzen onveranderd gehandhaafd, ook al werd de cijns al lang in gefixeerde geldbedragen betaald, zoals blijkt uit een Lieshoutse schepenakte van 8 december 1707: item alnogh anderhalff capuijn aen 't selve boeck, betaelt wordende met twaelff stuijvers.

## Afschaffing
Formeel werd de cijns als heerlijk recht het eerst afgeschaft in Frankrijk, tijdens de Franse revolutie. Later volgde de rest van Europa. In de Nederlanden gebeurde dat na de Franse invallen van 1794 in de Zuidelijke Nederlanden en van 1795 in de Noordelijke Nederlanden. Met de kanttekening dat de cijns op veel plaatsen de facto bleef bestaan en werd omgezet naar pacht.